# Нундіна
Нунді́на (лат. Nundina, богиня дев'ятого дня) — у римській міфології богиня, що давала ім'я хлопчику на дев'ятий день після народження. За віруваннями римлян хлопчик вступає в життя тільки через дев'ять днів після народження, очистившись, одержавши ім'я та амулети, які повинні оберігати його від лихого ока.